# Горноє
Горноє (рум. Gornoe) — село у Страшенському районі Молдови. Входить до складу комуни, адміністративним центром якої є село Мікеуць.

## Населення
За даними перепису населення 2004 року у селі проживали 319 осіб.
Національний склад населення села:
| Національність       | Кількість осіб | Відсоток   |
| -------------------- | -------------- | ---------- |
| молдавани румуни     | 214 23         | 67,1% 7,2% |
| росіяни              | 44             | 13,8%      |
| українці             | 29             | 9,1%       |
| гагаузи              | 3              | 0,9%       |
| болгари              | 1              | 0,3%       |
| інша / без відповіді | 5              | 1,6%       |
| Всього               | 319            | 100%       |